# Triestearato de sorbitano
El triestearato de sorbitano o Span 65 es una mezcla de ésteres parciales del sorbitol así como de sus mono- y dianhidridos con ácidos estáricos comestibles. Se emplea en la industria alimentaria como emulgente y se identifica como número E: E-492. Se considera un emulgente de bajo índice HLB (del inglés Hydrophilic-Lipophilic Balance), no posee propiedades surfactantes y por esta razón no es muy efectivo estabilizando emulsiones.

## Propiedades
El triestearato de sorbitano posee una masa molecular muy similar a la de los triglicéridos. A pesar de ello no tiene las mismas propiedades cristalinas que ellos. Mientras que los triglicéridos poseen polimorfismo cristalino (diferentes fases a una temperatura), el triesterato es estable con una fase cristalina.